# Клековача (планина)
Клековача је кречњачка планина (у ствари, шумовита висораван) у западном дијелу Републике Српске са највишим врхом Велика Клековача (1.962 м). Клековача је највиша планина овог дијела БиХ. Окружују је Срнетица (1.375 м), Грмеч (1.604 м), Осјеченица (1.791 м), Луњевача (1.706 м) и Црна Гора (1.650 м). 
Клековача се налази на територији Републике Српске, југоисточно од Бихаћа, а прво ближе мјесто Републике Српске је Дринић. Граница ентитета иде преко врха Велика Клековача и спушта се клековачким гребеном до Мале Клековаче. Сјеверна страна припада општини Дринић, а јужна Дрвару.
У сјеверозападном дијелу планине, према планини Осјеченици, налази се се седло (превој) Оштрељ на 1.033 м надморске висине. Преко Оштреља води пут Босански Петровац-Дрвар-Книн. Гребени Велике и Мале Клековаче су острва у непрегледним шумама. Ту, између планина Клековаче и Луњеваче, се налази и прашума Лом, једна од ријетких европских прашума.
На Клековачу се може пењати с више страна, а постоји и алтернатива између Мале (1.413 м) и Велике (1.962 м) Клековаче.
Висока и густа четинарска шума расте до надморске висине од око 1.500 м, а потом прелази у рјеђу букову шуму. Сам врх Клековаче обрастао је клеком, ниским растињем, па се претпоставља да је по њему планина и добила име.
На Клековачи се може пронаћи и ријетка алпска биљка рунолист (Leontopodium alpinum). Ријетка љековита биљка жута линцура претјераним брањем готово је искоријењена.
Ова врлетна планинска област обилује и животињским свијетом. Од дивљачи у Клековачи има зеца, срнеће дивљачи, вука, медвједа, дивље мачке, риса, тетријеба...
Љепота и посебност ове планине су кумовали име "Клековача" планинарском друштву из Приједора.
Позната је из НОБ-е. У њој је, између осталог, била смјештена партизанска болница.

## Галерија фотографија
- Велика Клековача, Аташевац, колибе Матерића, 1978.
- Велика Клековача са Борове Главице на Аташевцу
- Клековача, Аташевац, колиба Јове Миљевића, 1977.